# Høstudstillingen
Høstudstillingen var en dansk kunstnersammenslutning, der eksisterede fra 1932 til 1949, dog først fra 1934 under navnet Høstudstillingen. Gruppen var i begyndelsen sammensat af både naturalister og abstrakte kunstnere.
Sammenslutningen talte naturalistiske malere som Knud Agger, Flemming Bergsøe, Harald Leth, Ole Kielberg og Mogens Zieler. I 1936 blev den associeret med gruppen Corner, og fra 1938 og frem optoges en række abstrakte kunstnere som medlemmer. Gruppen bevægede sig efterhånden helt over i det abstrakte udtryk, hvilket førte til en splittelse i 1942, hvorefter naturalisterne begyndte at melde sig ud fra 1945 og frem. Enkelte abstrakte kunstnere meldte sig så ud, og gruppen blev opløst i 1949. Gruppen var en af forløberne for COBRA.
Fra 1942 og frem til opløsningen bestod gruppen af bl.a. Else Alfelt, Ejler Bille, Henry Heerup, Egill Jacobsen, Asger Jorn, Richard Mortensen, Carl-Henning Pedersen og Erik Thommesen.
Forløberne til Høstudstillingen var Den nye Udstilling og Humoristsalon fra 1934, og Billedhuggersammenslutningen af 1933.

## Medlemmer af Høst
- Knud Agger
- Else Alfelt
- Flemming Bergsøe
- Ejler Bille
- Henry Heerup
- Egill Jacobsen
- Asger Jorn
- Svavar Gudnason
- Ole Kielberg
- Harald Leth
- Sonja Ferlov Mancoba
- Richard Mortensen
- Knud Nielsen
- Erik Ortvad
- Carl-Henning Pedersen
- Erik Thommesen
- Mogens Zieler